# Buri
Buri (oldnord. »avler, fader«): Nordisk urjætte og gudernes forfader. Han blev slikket frem fra de salte isblokke af urkoen Audhumbla. Buri er »fader« til Borr.